# حسن بن عبد الله العيثان
حسن بن عبد الله بن علي آل عيثان (1873 - 1929) شاعر سعودي. ولد في بلدة القارة من قرى الأحساء. أخذ مقدماته عن ابن عمه علي بن محمد العيثان والفقه والأصول على أخيه محمد بن عبد الله العيثان. كان له معرفة تامة بالجفر وأسرار الحروف وغيره. له قصائد كثيرة مخطوطة لم تجمع. توفي في البحرين ودفن بها.

## سيرته
هو حسن بن عبد الله بن علي بن أحمد آل العيثان. ولد سنة 1290 هـ 1873 م أو يقال 1276 هـ/ 1859 م في بلدة القارة بالأحساء. تعلم مبادئ القراءة والكتابة وقرأ القرآن الكريم في كتاب بلدته، ثم تلقى مع شقيقه محمد بن عبد الله العيثان مبادئ العلوم من نحو وصرف وغيرها على ابن عمهما علي بن محمد العيثان.

زاول الخطابة الحسينية، وكان ماهرًا في العلوم الرياضية والفلكية. وكان له معرفة تامة بالجفر وأسرار الحروف وغيره.
توفي حسن بن عبد الله العيثان في البحرين سنة 1349 هـ/ 1930 م ودفن فيها.

## حياته الشخصية
أخوه هو محمد بن عبد الله العيثان (1844 - 25 نوفمبر 1913) (1260 - 26 ذو الحجة 1331) فقيه جعفري وكاتب. وابن عمه علي بن محمد العيثان (1900 - 26 نوفمبر 1980) (1318 - 19 محرم 1401) فقيه جعفري ومدرس ديني، توطن العراق.

## شعره
ذكرت في معجم البابطين عن شعره وشاعريته:
من شعره مكرمة وبيان: